# 칼라마네로
| 이름       | 이름        | 이름        | 도감번호 | 성비                |
| 한국어     | 일본어      | 영어        | 도감번호 | 성비                |
| 오케이징   | マーイーカ  | Inkay       | 전국 686 | 수컷: 50% 암컷: 50% |
| 칼라마네로 | カラマネロ  | Malamar     | 전국 687 | 수컷: 50% 암컷: 50% |
| 포켓몬     | 타입        | 분류        | 신장     | 체중                |
| 오케이징   | 악 / 에스퍼 | 회전 포켓몬 | 0.4m     | 3.5kg               |
| 칼라마네로 | 악 / 에스퍼 | 역정 포켓몬 | 1.5m     | 47.0kg              |

| 특성(숨겨진 특성은 *) |                                                                       |
| 심술꾸러기            | 스탯의 랭크 변화를 뒤집는다.                                          |
| 흡반                  | 상대의 기술 등에 의해 강제교체당하지 않는다.                          |
| *틈새포착             | 리플렉터, 빛의장막, 신비의부적, 대타출동(6세대 이후) 효과를 무시한다. |

칼라마네로(Malamar, 일본어: カラマネロ 카라마네로[*])의 분류는 역전포켓몬이다.

## 특징
오케이징의 진화형. 3DS 본체를 뒤집은 상태에서 레벨이 30이 되거나 레벨 30 이상에서 3DS 본체를 뒤집고 레벨업하면 칼라마네로로 진화한다.
귀여운 외모였던 오케이징과는 달리 칼라마네로는 완전히 악타입다운 모습으로 변하였다. 오징어를 거꾸로 뒤집은 상태처럼 보이며, 머리의 촉수를 원래의 오징어 다리라고 보면 된다.
포켓몬 중에서도 가장 강력한 최면술을 가지고 있으며 상대를 자기 마음대로 조종할 수 있다. 그 때문에 칼라마네로의 힘을 악용하려는 자들도 끊임없이 존재한다.
최면술로 끌어들여서 머리의 촉수를 휘감은 다음 소화액을 끼얹어 꼼짝 못하게 만든다.
《포켓몬스터 XY》19화에서 여경을 조종하여 마담 X 행세를 하게 하고 야생 포켓몬도 조종하며 심지어 지우의 피카츄까지 납치하여 조종한다. 이는 시트론의 추적 머신이 갑자기 반응하여 칼라마네로에게 부딪혀 모두가 제정신으로 돌아왔지만 마담 X 행세를 한 여경 때문에 ER시스템을 구축할 수 있게 되었으며 세상을 개조한다고 말하며 (나옹의 통역), 자기들의 위대한 계획이 곧 시작된다고 말하고 곧바로 기지를 폭발시킨다. 이후 54화에서도 플레어단과는 관계없는 야생 포켓몬을 세뇌시킨 사악한 포켓몬으로 등장한다.

## 오케이징
오케이징(Inkay, 일본어: マーイーカ 마이카[*])의 분류는 회전포켓몬이다.
오징어의 모습을 한 포켓몬. 눈 위에 있는 발광체를 깜박여서 그것을 바라본 포켓몬의 전의를 상실하게 하는 힘을 가지고 있다.
그 틈에 상대를 공격하거나 모습을 숨긴다. 발광체의 깜빡임은 동료와의 커뮤니케이션에도 쓰이고 있는 듯하다.
특성으로 '심술꾸러기'가 있으며 이 특성으로 상대의 랭크 변화를 뒤집을 수 있다. 또한 '흡반'이라는 특성은 울부짓기와 같은 기술에 강제로 교체당하거나 도망가지 않게 하는 특성이다.
전용기로 '뒤집어엎기'가 있으며, 이 기술은 대상의 능력치 랭크 증가를 반대로 바꾸는 기술이다.
《포켓몬스터 XY》3화에서 로켓단이 비주기에게 연락하는 도중에 몰래 로이의 크로와상을 가로채 먹었으며, 로켓단이 기구를 타고 돌아다니던 도중 로켓단 앞에 모습을 드러낸다. 로사가 마자용으로 내보내어 싸우게 하지만, 오케이징이 먹물을 내뿜는데 먹물은 기술이 아니기 때문에 카운터나 미러코트도 통하지 않았다. 그 때 로이가 샌드위치 2개를 오케이징에게 주고 그 틈을 타서 로이가 몬스터볼로 잡아 로이의 포켓몬이 되었다. 성별은 수컷의 목소리는 한국판 목소리와 일본판 목소리가 다른데, 한국판은 남자어린이의 목소리이고, 일본판은 성인남성의 목소리이다.